# Lucas Hartong

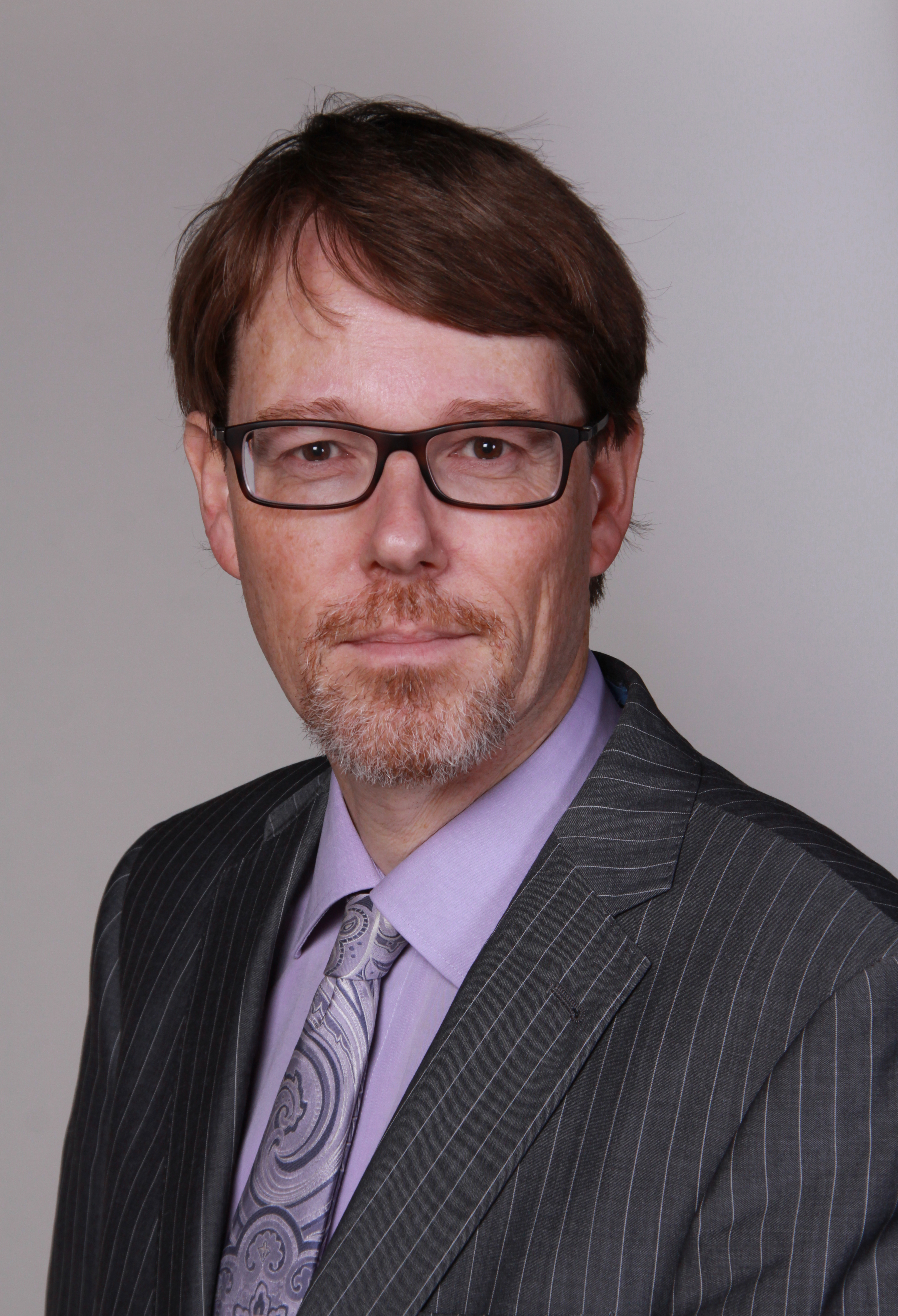
Lucas Hartong (2014)

Lucas Hartong (* 24. Mai 1963 in Dordrecht) ist ein niederländischer Politiker. Er vertrat die rechtspopulistische Partij voor de Vrijheid (PVV) im Europaparlament.

## Leben
Hartong begann seine politische Karriere mit einer eigenen Partei, der Democratisch Platform Nederland. Später trat er in die Lijst Pim Fortuyn ein. Bei der Wahl 2006 für die Zweite Kammer der Generalstaaten trat er als Kandidat der PVV an, wurde jedoch nicht gewählt. Für diese wie auch spätere Positionen im Auftrag der PVV wurde er von Parteimitglied Geert Wilders persönlich aufgestellt.
Er wurde 2009 parlamentarischer Assistent für die PVV im Europäischen Parlament. Dort übernahm er im Juni 2010 den Abgeordnetenplatz von Louis Bontes, welcher in die zweite Kammer der niederländischen Generalstaaten wechselte. Hartong gehörte im EU-Parlament zur Gruppe fraktionsloser Abgeordneter. Er war Mitglied im Haushaltsausschuss und in der Delegation für die Beziehungen zu den Vereinigten Staaten. Als Stellvertreter war er im Haushaltskontrollausschuss und in der Delegation für die Beziehungen zur Volksrepublik China.
Vor der Wahl zum Europaparlament 2014 ließ Hartong am 24. März 2014 verlauten, dass er künftig nicht mit bestimmten Politikern der ENF zusammenarbeiten wolle; darum trete er nicht erneut an. Am selben Tag übernahm er auch den Vorsitz der PVV-Abgeordneten im Europaparlament, weil die bisherige Vorsitzende Laurence Stassen nach Äußerungen Wilders’ die Fraktion verlassen hatte. Seine Amtszeit endete somit zum 1. Juli 2014.
Von 2010 bis 2013 war Hartong zudem Vorstandsmitglied des niederländischen Automobilclubs ANWB.